# 梅桑当
梅桑当（法語：Mésandans，法語發音：[mezɑ̃dɑ̃]）是法国杜省的一个市镇，属于贝桑松区。 

## 地理
梅桑当（47°25'51"N, 6°22'8"E）面积5.66 平方千米，位于法国勃艮第-弗朗什-孔泰大區杜省，该省份为法国东部内陆省份，北起上索恩省，西接汝拉省，东部及东南部与瑞士接壤，东北部与贝尔福地区省接壤。
与梅桑当接壤的市镇（或旧市镇、城区）包括：罗曼、里朗、特鲁旺、韦尔格拉讷、维耶托雷。

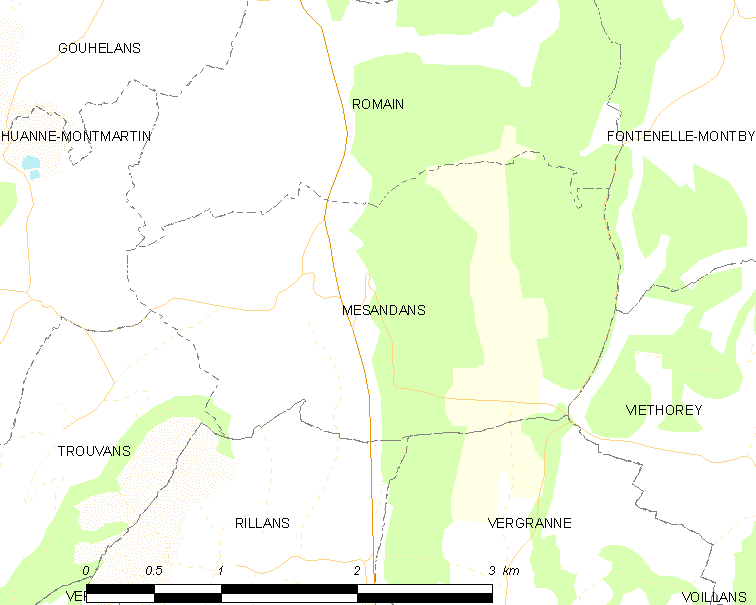
梅桑当的OSM定位图

梅桑当的时区为UTC+01:00、UTC+02:00（夏令时）。

## 行政
梅桑当的邮政编码为25680，INSEE市镇编码为25377。

## 政治
梅桑当所属的省级选区为博姆莱达姆县。

## 人口

1962-2008年间梅桑当人口变化图示

梅桑当于2022年1月1日时的人口数量为234人。